# Авъл Семпроний Атрацин (трибун 444 пр.н.е.)
Вижте пояснителната страница за други личности с името Авъл Семпроний Атрацин.
Авъл Семпроний Атрацин (на латински: Aulus Sempronius Atratinus) e политик на ранната Римска република.
Той произлиза от патрицианската фамилия Семпронии. Син е на Авъл Семпроний Атрацин (консул 497 и 491 пр.н.е.) и брат на Луций Семпроний Атрацин (консул 444 пр.н.е.).
През 444 пр.н.е. Авъл Атрацин е консулски военен трибун, с още двама други колеги Тит Клелий Сикул и Луций Атилий Луск. След тяхното напускане след три месеца, изглежда по религиозни причини или грешен избор, консули стават Луций Папирий Мугилан и Луций Семпроний Атрацин.